# 가나사시정
가나사시정(일본어: 金指町)은 일본 시즈오카현의 서부, 이나사군에 속했던 정이다. 이나사정 이후의 하마마쓰시 하마나구에 해당한다.

## 역사
- 1889년 4월 1일 - 정촌제 시행에 의해 가나사시정이 단독으로 정을 시행하였다.
- 1953년 4월 1일 - 이이노야촌에 편입해, 동일 가나사시정은 폐지되었다.
- 2005년 4월 1일 - 이나사정이 하마마쓰시에 편입되었다.
- 2007년 4월 1일 - 하마마쓰시가 정령지정도시로 승격해 구촌은 기타구가 되었다.
- 2024년 1월 1일 - 하마마쓰시가 행정구 재편에 수반해 구촌은 하마나구가 되었다.

## 교통

### 철도
- 일본국유철도
  - 후타마타선 (현재의 덴류하마나코 철도 덴류하마나코선)
- 엔슈철도
  - 오쿠야마선

## 참고 문헌
- 角川日本地名大辞典編纂委員会,『角川日本地名大辞典 22 静岡県』, 角川書店, 1978年, ISBN 4040012208